# استت
استت (به فرانسوی: Astet) یک کمون در فرانسه است که در آردش واقع شده‌است. استت ۳۴٫۴۵ کیلومتر مربع مساحت دارد ۸۴۰ متر بالاتر از سطح دریا واقع شده‌است.